# Nadużycia pracownicze
Nadużycia pracownicze lub zawodowe (ang. occupational fraud) – nadużycia popełniane przez pojedyncze osoby lub niewielkie grupy osób w związku z ich zajęciem zawodowym. Pojęcie zajęcia zawodowego obejmuje w tym przypadku zarówno zatrudnienie (pracownik, urzędnik, zleceniobiorca, wykonawca), działalność gospodarczą (właściciel, wspólnik) jak i działalność w zawodzie zaufania społecznego (lekarz, prawnik, policjant, polityk). 

## Klasyfikacja
Klasyfikacja nadużyć pracowniczych według Stowarzyszenia Biegłych ds. Przestępstw i Nadużyć Gospodarczych (ACFE)Ł
- Korupcja
  - konflikt interesów
  - przekupstwo
  - nielegalne podarunki
  - wymuszenia

- Defraudacja
  - defraudacja gotówki i środków pieniężnych
  - defraudacja zapasów i innych aktywów

- Nierzetelne oświadczenia
  - oszukańcza sprawozdawczość finansowa
  - oszukańcze oświadczenia niefinansowe

## Koszt nadużyć pracowniczych
Szacunki strat generowanych przez nadużycia pracownicze są nieprecyzyjne, szczególnie odnośnie do tej części nadużyć, które pozostają niewykryte przez poszkodowane organizacje lub nieujawnione szerszej opinii publicznej, w tym odpowiednim władzom i ekspertom. Zdecydowanie najczęściej cytowanym szacunkiem jest analiza amerykańskiego Stowarzyszenia Biegłych ds. Przestępstw i Nadużyć Gospodarczych (Association of Certified Fraud Examiners – ACFE). Analiza ACFE oparta jest na sondażu ponad tysiąca przypadków nadużyć pracowniczych analizowanych przez członków stowarzyszenia. Ostatnia wersja analizy została opublikowana w 2012 roku. 
ACFE szacuje, że typowa organizacja traci około 5% przychodów wskutek nadużyć pracowniczych rocznie. Daje to ponad 3,5 biliona dolarów rocznie w skali światowej.